# Plaque d'immatriculation américaine
Aux États-Unis, les plaques d'immatriculation sont délivrées par le Department of Motor Vehicles (département des véhicules à moteur) de chaque État ou, pour le district de Columbia, dépendent de la municipalité. Certaines tribus nord-amérindiennes ont également leurs propres plaques. 
Ces organisations ont une grande latitude quant aux plaques délivrées et quant à la manière d’immatriculer tous les types de véhicules, et les lois quant à la délivrance, au transfert, aux déménagements ou à la réimmatriculation d'un véhicules varient suivant les États.
Le gouvernement fédéral ne fournit des plaques que pour ses propres véhicules, ainsi que les plaques diplomatiques. 
L'apparence des plaques est fréquemment choisie pour contenir des symboles, couleurs ou slogans associés à l'autorité délivrant la plaque. Certains États se servent de leurs plaques comme outils de promotion touristique en y plaçant le lien vers le site Web de leur office du tourisme (Pennsylvanie, Michigan...). 
La plaque comporte parfois des vignettes précisant la limite de validité de la plaque. La plaque indique également si le véhicule bénéficie de droits particuliers, comme par exemple un emplacement de parking pour personne handicapée.
Le code ISO international pour identifier les véhicules immatriculés aux États-Unis est « USA ». Les plaques sont normalisées et font 6 par 12 pouces (15 par 30 cm).

## Organisation des plaques
- Code aléatoire - Les plaques sont fournies sur une base non-séquentielle.
- Code de délivrance - Plaques codées en fonction du mois d'expiration de celle-ci.
- Code de délivrance - Plaques codées en fonction du comté de délivrance
- Code séquentiel - Plaque à 6 caractères (1 lettre, 5 chiffres)
- Code séquentiel - Plaque à 6 caractères (2 lettres, 4 chiffres)
- Code séquentiel - Plaque à 6 caractères (3 lettres, 3 chiffres)
- Code séquentiel - Plaque à 6 caractères (4 lettres, 2 chiffres)
- Code séquentiel - Plaque à 7 caractères (7 chiffres)
- Code séquentiel - Plaque à 7 caractères (2 lettres, 5 chiffres)
- Code séquentiel - Plaque à 7 caractères (3 lettres, 4 chiffres)

- Seuls les véhicules de tourisme sont décrits. Les formats dépréciés ou pour d'autres véhicules ne sont pas décrits.
- La Floride utilise des séries de six caractères, mais avec des combinaisons variables. Les séries les plus fréquentes consistent en 4 lettres et 2 chiffres, mais certaines séries alternatives présentent 3 chiffres et 3 lettres.
- Le Maine utilise un nombre variable de caractères, mais la plupart des plaques consistent en 4 chiffres et 2 lettres.
- Le Nebraska utilise une séquence constituée de 3 lettres et 3 chiffres pour les comtés les plus peuplés et un système d'identification des comtés par code pour les autres.

Visualisation du nombre de caractères suivant les modèles de plaques, basé sur les formats pour les véhicules de tourisme, en avril 2018. L'arrangement des caractères peut varier.
Code aléatoire - Les plaques sont fournies sur une base non-séquentielle.
Code de délivrance - Plaques codées en fonction du mois d'expiration de celle-ci.
Code de délivrance - Plaques codées en fonction du comté de délivrance
Code séquentiel - Plaque à 6 caractères (1 lettre, 5 chiffres)
Code séquentiel - Plaque à 6 caractères (2 lettres, 4 chiffres)
Code séquentiel - Plaque à 6 caractères (3 lettres, 3 chiffres)
Code séquentiel - Plaque à 6 caractères (4 lettres, 2 chiffres)
Code séquentiel - Plaque à 7 caractères (7 chiffres)
Code séquentiel - Plaque à 7 caractères (2 lettres, 5 chiffres)
Code séquentiel - Plaque à 7 caractères (3 lettres, 4 chiffres)
Notes :

La plaque est montée à l'arrière du véhicule pour tous les États, certains demandant également un montage à l'avant des véhicules de tourisme.

Montage des plaques d'immatriculation par État.
L'État demande une plaque à l'avant et à l'arrière du véhicule de tourisme
L'État demande une plaque uniquement à l'arrière du véhicule de tourisme
L'État demande une plaque à l'avant et à l'arrière de la plupart des véhicules de tourisme

## Plaques particulières

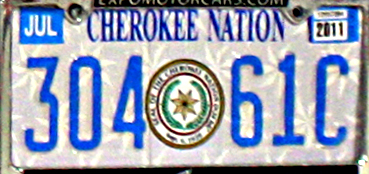
Exemple de plaque délivrée par les autorités de la Nation Cherokee.

### Plaques temporaires
Lors de l'achat d'un véhicule, une plaque temporaire est attribuée le temps que l’immatriculation définitive soit délivrée par le Department of Motor Vehicles.
La Californie est l'État avec la plus grande population et avec le plus grand nombre de véhicules en circulation. Il s'agit également du seul État à ne pas demander de plaque temporaire après l'achat d'un véhicule, les véhicules pouvant rouler un mois avec, pour plaque, une publicité pour le vendeur. Du fait du grand nombre de fraudes causant entre 15 et 19 millions de dollars de pertes à l'État, une loi adoptée en 2016 oblige depuis 2019 les véhicules à avoir des plaques temporaires,.

### Plaques personnalisées

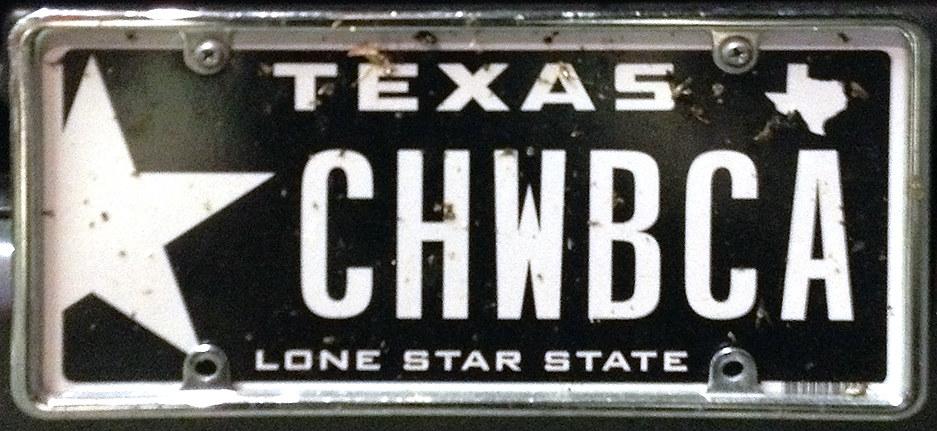
Plaque personnalisée du Texas, faisant référence au personnage de Star Wars, Chewbacca.

L'ensemble des États, incluant le district de Columbia, peuvent délivrer des plaques d'immatriculation personnalisées (vanity plates).
Le Delaware peut délivrer des plaques à deux ou trois chiffres. Celles à trois chiffres peuvent coûter 50 000 dollars, celles à deux chiffres 200 000 $. La vente aux enchères d'une plaque avec un unique chiffre pourrait atteindre les 400 000 dollars,.
Les plaques personnalisées peuvent cependant générer des problèmes. En 1979, un habitant de Los Angeles a reçu 2 500 contraventions de parking venant de tout l'État car sa plaque personnalisée, « NO PLATE », correspondait aux véhicules sans plaques. D'autres cas ont été rapportés avec les plaques "MISSING" (manquante), "NOTAG" (pas de plaque), "VOID" (vide, néant), "NONE" (aucune) et "XXXXXXX".
Depuis la fin des années 1990, les neuf anciens États confédérés délivrent, au nom de la liberté d'expression, des plaques commémoratives de la guerre de Sécession.

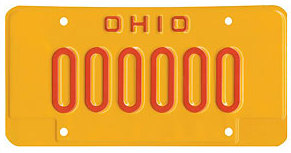
Plaque d'immatriculation de l'Ohio pour les condamnés pour délit de conduite sous l'emprise d'un état alcoolique.

Les personnes ayant été condamnées pour conduite en état d'ivresse ou sous l’emprise de stupéfiants ont une plaque à lettres rouges et fond jaune. Introduite en 1967, elle est obligatoire depuis 2004.

## Plaque actuellement délivrées
Les plaques listées ci-dessous sont celles des véhicules de tourisme. Certains États émettent plusieurs plaques, au choix du propriétaire ou du comté (Floride, Géorgie, Montana...).
| Plaque                                                     | Juridiction                                          | Mise en service | Slogan | Notes |
| ---------------------------------------------------------- | ---------------------------------------------------- | --------------- | --- | --- |
|                                                            | Alabama                                              | 02/01/2014      | « Heart of Dixie » | |
|                                                            | Alaska                                               | 07/2005         | « The Last Frontier » | |
|                                                            | Arizona                                              | 01/2008         | « Grand Canyon State » | |
|                                                            | Arkansas                                             | 01/03/2006      | « The Natural State » | |
|                                                            | Californie                                           | 2011            | dmv.ca.gov | Les plaques utilisent le format 1ABC234 |
|                                                            | Colorado                                             | 01/2000         | - | |
| Il n'y a pas d'image sous licence libre pour cette plaque. | Connecticut                                          | 01/01/2000      | « Constitution State » | |
|                                                            | Delaware                                             | 2008            | « The First State » | La plaque n'est composée que de chiffres. |
|                                                            | Floride                                              | 12/2003         | myflorida.com et un des trois éléments suivants : - « Sunshine State » - « In God We Trust » - Le nom du comté d'émission | Plusieurs plaques existent suivant les comtés, avec une immatriculation-type différente (123 ABC ou ABC D12) |
|                                                            | Géorgie                                              | 05/2012         | Un des deux éléments suivants en bas de la plaque : - « In God We Trust » - Le nom du comté d'émission                    | Deux plaques existent : l'une avec une pêche en fond au centre, une autre avec un décor présentant une pêche et des fleurs de pêcher sur un fond scénique. La plaque scénique affiche « The Peach State ». |
|                                                            | Hawaï                                                | 1991            | « Aloha State » | La première partie de la plaque indique le comté qui a délivré la plaque. Les plaques commencent par E et vont jusqu'à T. |
|                                                            | Idaho                                                | 04/2008         | « Scenic Idaho » au-dessus ; « Famous Potatoes » en dessous.                                                              | La première partie de la plaque indique le comté qui a délivré la plaque. |
|                                                            | Illinois                                             | 01/01/2017      | « Land of Lincoln » | |
|                                                            | Indiana                                              | 01/01/2017      | - | |
|                                                            | Iowa                                                 | 01/04/2018      | Nom du comté | |
| Il n'y a pas d'image sous licence libre pour cette plaque. | Kansas                                               | 04/2007         | - | |
|                                                            | Kentucky                                             | 21/09/2020      | Nom du comté | |
|                                                            | Louisiane                                            | 01/01/2016      | « Sportsman's Paradise »                                                                                                  | |
|                                                            | Maine                                                | 01/07/1999      | « Vacationland » | |
|                                                            | Maryland                                             | 26/09/2016      | - | |
|                                                            | Massachusetts                                        | 1993            | « The Spirit of America »                                                                                                 | |
|                                                            | Michigan                                             | 04/2013         | « Pure Michigan » au-dessus ; michigan.org en dessous                                                                     | |
|                                                            | Minnesota                                            | 06/2008         | « Explore Minnesota.com » en haut « 10,000 lakes » en bas.                                                                | |
|                                                            | Mississippi                                          | 01/01/2019      | Nom du comté | |
|                                                            | Missouri                                             | 15/10/2018      | « Bicentennial » en haut de la plaque « 1821 * 2021 » au bas de la plaque                                                 | |
| Il n'y a pas d'image sous licence libre pour cette plaque. | Montana                                              | 2012            | « Big Sky », « Big Sky State » ou « 100 Years »                                                                           | Cinq modèles de plaques sont en circulation. Une plaque à fond bleu avec le slogan « Treasure State » est proposée en 2010, mais elle ne séduit pas. Des rééditions des plaques des périodes 1991-2000, 2000-2006 et 2006-2009 sont donc proposées à partir de 2012. La première partie de la plaque indique le comté qui a délivré la plaque. |
|                                                            | Nebraska                                             | 01/2017         | « 1867 » et « 2017 » en bas de la plaque                                                                                  | |
|                                                            | Nevada                                               | 01/11/2016      | « Home Means Nevada » | |
|                                                            | New Hampshire                                        | 01/01/1999      | « Live Free or Die » | |
|                                                            | New Jersey                                           | 04/2014         | « Garden State » | |
|                                                            | Nouveau-Mexique                                      | 1991            | « Land of Enchantment »                                                                                                   | |
|                                                            | New York                                             | 06/2020         | « Excelsior » | |
|                                                            | Caroline du Nord                                     | 01/07/2019      | « In God We Trust » | |
|                                                            | Dakota du Nord                                       | 12/11/2015      | « Legendary North Dakota » en haut, « Peace Garden State » en bas.                                                        | |
|                                                            | Ohio                                                 | 15/04/2013      | 46 slogans en fond de plaque. « Birthplace of Aviation » et « DiscoverOhio.com » sont les slogans les plus lisibles.      | |
| Il n'y a pas d'image sous licence libre pour cette plaque. | Oklahoma                                             | 01/01/2017      | « Explore Oklahoma » en haut et travelok.com en bas                                                                       | |
|                                                            | Oregon                                               | 11/1989         | - | |
|                                                            | Pennsylvanie                                         | 01/2017         | « visitPA.com » | |
|                                                            | Rhode Island                                         | 1996            | « Ocean State » | La plaque peut n'être composée que de chiffres. |
|                                                            | Caroline du Sud                                      | 02/2016         | « While I Breathe, I Hope. »                                                                                              | Une plaque « In God We Trust » existe également. |
|                                                            | Dakota du Sud                                        | 01/2016         | « Great Faces. Great Places. »                                                                                            | |
|                                                            | Tennessee                                            | 01/07/2017      | « In Gof We Trust », « www.tnvacation.com »                                                                               | Un autocollant avec le comté d'émission est ajouté en bas de la plaque |
|                                                            | Texas                                                | 07/2012         | « The Lone Star State »                                                                                                   | |
|                                                            | Utah                                                 | 19/11/2007      | « Life Elevated » | |
|                                                            | Vermont                                              | 01/01/1990      | « Green Mountain State »                                                                                                  | |
|                                                            | Virginie                                             | 03/2014         | « Virginia is for Lo♥ers », virginia.org                                                                                  | |
| Il n'y a pas d'image sous licence libre pour cette plaque. | Washington                                           | 06/1998         | « Evergreen State » | |
|                                                            | Virginie-Occidentale                                 | 2006            | « Wild, Wonderful » | |
|                                                            | Wisconsin                                            | 06/2000         | « America's Dairyland »                                                                                                   | |
|                                                            | Wyoming                                              | 01/2016         | - | |
| Il n'y a pas d'image sous licence libre pour cette plaque. | Washington (district de Columbia)                    | 08/2017         | « End Taxation Without Representation »                                                                                   | |
|                                                            | Gouvernement des États-Unis, véhicule gouvernemental | 2015            | | |
|                                                            | Gouvernement des États-Unis, plaque diplomatique     | 2007            | | |
|                                                            | Samoa américaines                                    | 2011            | « Motu O Fiafiaga » | |
|                                                            | Guam                                                 | 27/02/2009      | « Tano Y Chamorro » | |
|                                                            | Îles Mariannes du Nord                               | 2005            | « Hafa Adai.», « C.N.M.I. - U.S.A.»                                                                                       | |
| Il n'y a pas d'image sous licence libre pour cette plaque. | Porto Rico                                           | 2014            | | |
| Il n'y a pas d'image sous licence libre pour cette plaque. | Îles Vierges des États-Unis                          | 11/04/2016      | | |